# IC 3447
IC 3447 је спирална галаксија у сазвјежђу Дјевица која се налази на листи објеката дубоког неба у Индекс каталогу.
Деклинација објекта је + 10° 40' 48" а ректасцензија 12h 31m 17,9s. Привидна величина (магнитуда) објекта IC 3447 износи 16,1 а фотографска магнитуда 16,9.